# Combimac
COMBIMAC is een fabrikant van speciale elektromotoren en centrifugaal ventilatoren, gevestigd te Emmen. De elektromotoren zijn met name bestemd voor gebruik in marineschepen en kunnen tot zo’n 3000 kilo per stuk wegen. De ventilatoren kennen een diverse internationale afzetmarkt en worden onder andere toegepast in de algemene industrie, biogasindustrie en in industriële ovens.
Combimac is een familiebedrijf dat bestaat sinds 1919. Er is alleen een vestiging in Emmen waar ongeveer 50 mensen werkzaam zijn.

## Historie

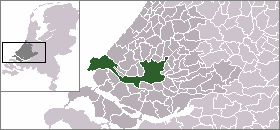
Regio Rotterdam

### Pelger
COMBIMAC is oorspronkelijk opgericht als de firma Pelger op 1 november 1919 aan de Zwanesteeg 4 te Rotterdam door Willem D. Pelger met een startkapitaal van 40 Nederlandse guldens. De firma werd gestart als een eenmans-reparatiebedrijf voor gelijkstroommotoren. Gelijkstroommotoren werden destijds gebruikt vanwege het toen aanwezige gelijkstroomnet in Rotterdam, in plaats van een draaistroomnet zoals dat tegenwoordig overal aanwezig is. In 1920 werd het eerste personeelslid in dienst genomen. In mei 1929 verhuisde het bedrijf naar de Van Speykstraat 86-102. In 1936 werd een centrifugaal ventilatoren-, remmotoren- en kleine inductiemotorenprogramma van de firma HSM (afkorting van: Heinke-Schuitema-Musselkanaal), te Musselkanaal gekocht en overgenomen. Konrad W. Heinke, een van de voormalige eigenaren van HSM en constructeur, ging mee over naar de Pelger vestiging in Rotterdam. Daar werden in datzelfde jaar een veertigtal octrooien aangevraagd met betrekking tot drie vindingen: de centrifugaalschakelaar, het centrifugaal ventilatorhuis en de werkwijze van een kooirotor. Het Pelger reparatiebedrijf veranderde gaandeweg in een fabriek gespecialiseerd in het ontwerp en fabricage van speciale elektromotoren en ventilatoren. Na enige tijd worden de twee originele firmanamen Pelger en HSM verenigd in een nieuwe naam: Hollandse Speciaal Machines Pelger ofwel HSM-Pelger.

### Heinke & Schuitema Musselkanaal

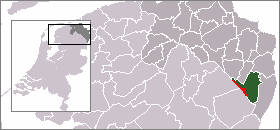
Regio Musselkanaal

De firma Heinke en Schuitema Musselkanaal (HSM) werd 15 maart 1933 opgericht door Konrad Walther Heinke en Etsko Schuitema, ten behoeve van "fabrikatie en reparatie van electrische machines". Konrad Heinke is de vader van actrice Brûni Heinke. In 1935 ontstond er bij toeval contact met G.Ph. van Gelder, generaal-vertegenwoordiger van een fabrikant van deze oorspronkelijk smidsvuur-ventilatoren in Musselkanaal en W.D. Pelger. Het bedrijf in Musselkanaal floreerde niet bijster. Er werd contact gezocht met deze fabriek, met als resultaat dat de fabricage werd overgenomen, alsmede de inventaris en een vijftal personeelsleden. Op 25 maart 1936 werd de firma HSM ontbonden. Schuitema ging tot zijn overlijden in 1947 zelfstandig verder als E. Schuitema reparatiebedrijf van elektrische machines. Heinke behield alle eigendomsrechten op de gietmodellen die waren ondergebracht bij: N.V. Asselbergs' IJzerindustrie en Handelsmaatschappij IJzergieterijen, N.V. Nederlandsche IJzergieterij Vulcanus en de N.V. Twentsche Metaal- en IJzergieterij. In 1936 werd de productie bij de firma Pelger ter hand genomen en de seriefabricage werd geïntroduceerd. Nieuwe modellen werden tot ontwikkeling gebracht. In 1951 werd besloten de verkoop van de geproduceerde producten in eigen beheer uit te voeren, middels een zelfstandig verkoopkantoor gevestigd aan de Groenendaal 25 te Rotterdam.

### Tweede Wereldoorlog
Het bedrijf ontsnapte tijdens het begin van de Tweede Wereldoorlog ternauwernood aan het bombardement van Rotterdam. De brandgrens liep vlak bij de fabriek die toen aan de Van Speykstraat 102 was gevestigd. Gedurende de Tweede Wereldoorlog onder de Duitse Bezetting bleef de fabriek werkzaam tot bijna het einde van de oorlog. Van Gelder moest op last van hogerhand verdwijnen en onderduiken. Ook kon de naam van de handelsfirma Firma G. Ph. van Gelder niet langer gebruikt worden en veranderde in Handelsonderneming H.S.M.-HOLLAND. In 1941 werd het bedrijf Duits vijandig verklaard en werden er weinig of geen grondstoffen toegewezen. Men werd in 1943 gedwongen om te werken voor de Duitse industrie, hetgeen resulteerde om in opdracht van de firma Elin Schorch Reydt (het zogenaamde Patenschaft) voor de firma Alfred Teves koelkastmotoren te produceren. De productie hiervan werd op velerlei wijze gesaboteerd, door zowel de leiding alsook door de mensen in de fabriek, met grote persoonlijke moeilijkheden als gevolg. Op 1 november 1944 werd in besloten kring het 25-jarig bestaan herdacht. Een aantal dagen erna, tijdens de Razzia van Rotterdam, werden alle grondstoffen en machines, met medewerking van Heinke die NSDAP sympathieën bleek te hebben en inmiddels de titel "Rüstung-Inspektor der Rüstung und Kriegsprodukten in den Niederlanden" had verworven, uit de Rotterdamse fabriek gehaald en naar Duitsland getransporteerd. Heinke wilde de ingezette ontwikkeling van de repulsiemotor bij de firma Pelger, waarop reeds octrooi was aangevraagd, in eigen beheer verder ontwikkelen. Daartoe werd J. Vos, "Chef van den Proefstand" van Pelger door toedoen van Heinke, als dwangarbeider in Zwickau en omgeving werkzaam gezet. Na het einde van de Tweede Wereldoorlog zijn door Vos de machines teruggevonden doordat hij in contact bleef met Heinke. Hij wist de machines terug te vinden bij Tischlerei Max Siegert te Frankenhausen, tevens domicilie van Heinke en in de omgeving waar hij op 15 maart 1904 te Hölzel (Glauchlau) was geboren. De machines werden officieel opgeëist bij de Amerikaanse bezettingsautoriteiten in Crimmitschau en teruggebracht naar de fabriek te Rotterdam.

### Emmen

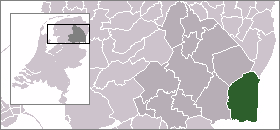
Regio Emmen

Na een aantal keren binnen Rotterdam te zijn verhuisd naar grotere locaties, verhuisde de fabriek in 1957 van Rotterdam naar Emmen. De fabriek in Rotterdam was te klein geworden en bevond zich in een woonwijk midden in de stad. De beschikbare subsidies in de regio Emmen in die tijd om nieuwe industrieën aan te trekken, het nieuw te ontwikkelen industrieterrein en de hoge werkeloosheid geven de doorslag een nieuwe start te maken. De beschikbare arbeidskrachten, alhoewel vaak laaggeschoold, konden door de aanwezige LTS scholen en een UTS (de latere MTS) in Emmen en de Bemetelopleiding in het eigen bedrijf tot passende werknemers worden opgeleid. Na verloop van tijd ging de bedrijfsvoering over op de twee zoons van J.W. Pelger. De technische leiding in Emmen kwam in handen van K.D. Pelger. De verkoopafdeling die in Rotterdam was gebleven, bleef onder leiding van W.C. Pelger aldaar aanwezig tot 1969. Het bedrijf groeide tot maximaal 130 fte in Emmen en 10 fte's op het verkoopkantoor te Rotterdam. In 1971 werd het bedrijf overgenomen door L. Bood. De beide Pelgers blijven, als Directeur Inkoop en Productie, actief binnen de onderneming.

### Staking
In 1972 ontstond er een dispuut tussen de algemeen directeur L. Bood en werknemer A. Platje, die lid was van de CPN, over de arbeidsomstandigheden alsmede de rechten en plichten binnen de collectieve arbeidsovereenkomst (CAO). De vakbonden raakten erbij betrokken en stakingen werden geïnitieerd. Het dispuut eindigde in de langste staking die de Metaal- en Elektrotechnische Industrie (FME-CMW) heeft gekend binnen Nederland De staking duurde bijna een half jaar en ging gepaard met ettelijke rechtszaken.

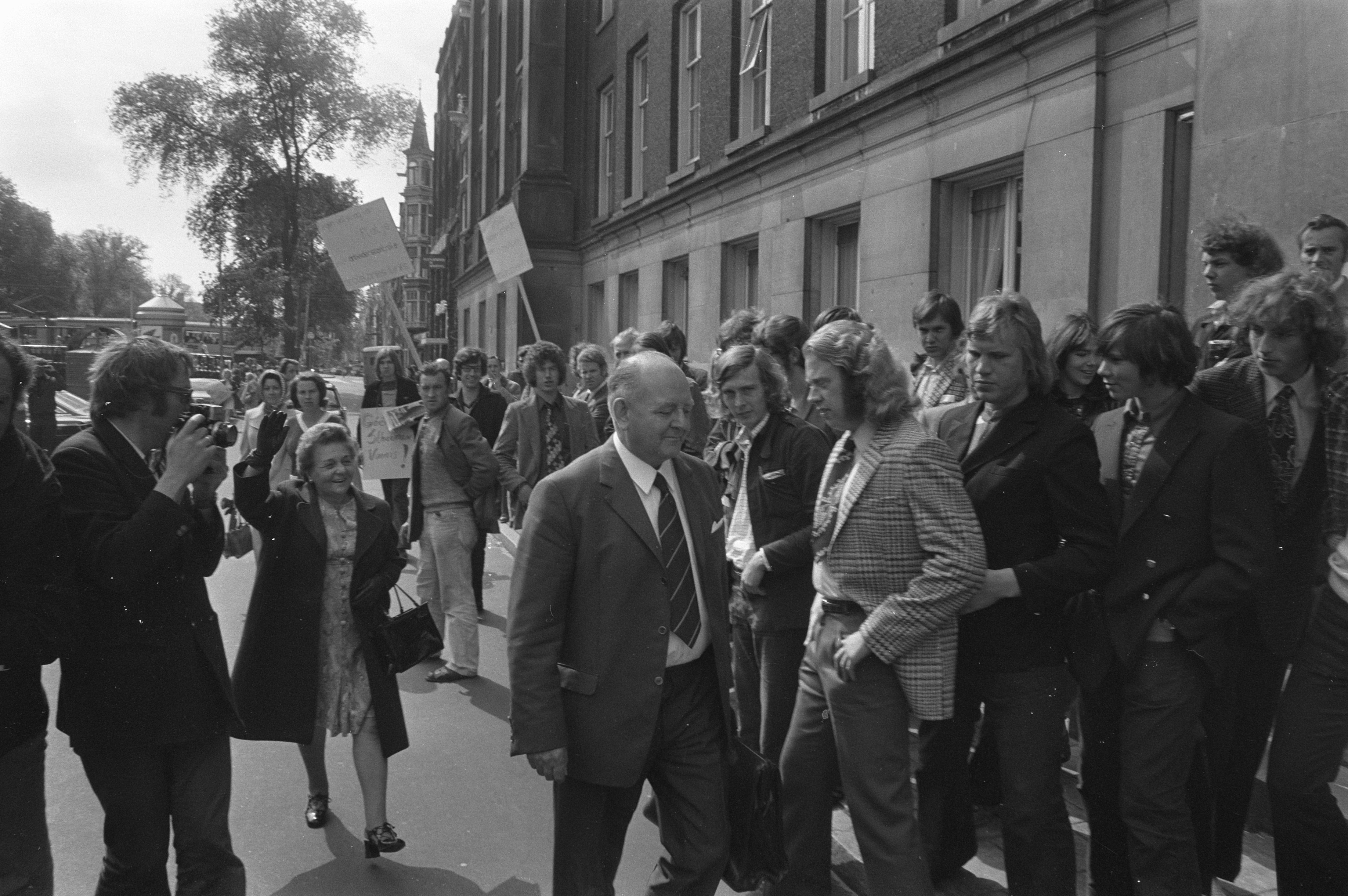
Aankomst van Pelger-directeur L. Bood en zijn echtgenote bij het Paleis van Just, Bestanddeelnr 925-6685

 De vakbond Nederlands Verbond van Vakverenigingen (NVV) met als voorzitter Arie Groenevelt(citaat: wij zijn bereid het bedrijf kapot te staken) was niet bereid hun eisen bij te stellen en uiteindelijk eindigde deze staking daadwerkelijk in 1974 in een faillissement en het einde van de firma Pelger en de banen van 102 fte's. Het bedrijf kreeg landelijke bekendheid door alle publicaties en berichtgevingen in de kranten en media. Voor het behoud van de werkgelegenheid werd door de NOM (regionale ontwikkelingsmaatschappij) direct nadien een Stichting in het leven geroepen om het voortbestaan van de firma mogelijk te kunnen maken, genaamd: Stichting voor behoud van Werkgelegenheid: Combinatie Machines Apparaten en Constructies, afgekort COMBIMAC. In het bestuur van deze stichting namen plaats: de heer P.J.S. de Jong, voormalig Minister-President van Nederland en Minister van Defensie, de heer A. Jellesma, directeur van de Firma W. Hubert & Co. te Sneek en de heer W. de Vries directeur van de Firma Hydro-Holland te Meppel. Het bedrijf maakte een doorstart met 35 fte's. In 1976 werd het bedrijf overgenomen door P.W. Glasmacher, die als adjunct directeur binnen het bedrijf actief was en wordt het bedrijf gecontinueerd onder de naam: Machine- en Apparatenfabriek COMBIMAC B.V.. In 1993 wordt het bedrijf middels een managementbuy-out overgenomen door H.J. Robben en M.J.T. de Zwart.

## Producten

### Elektromotoren

#### Marineschepen

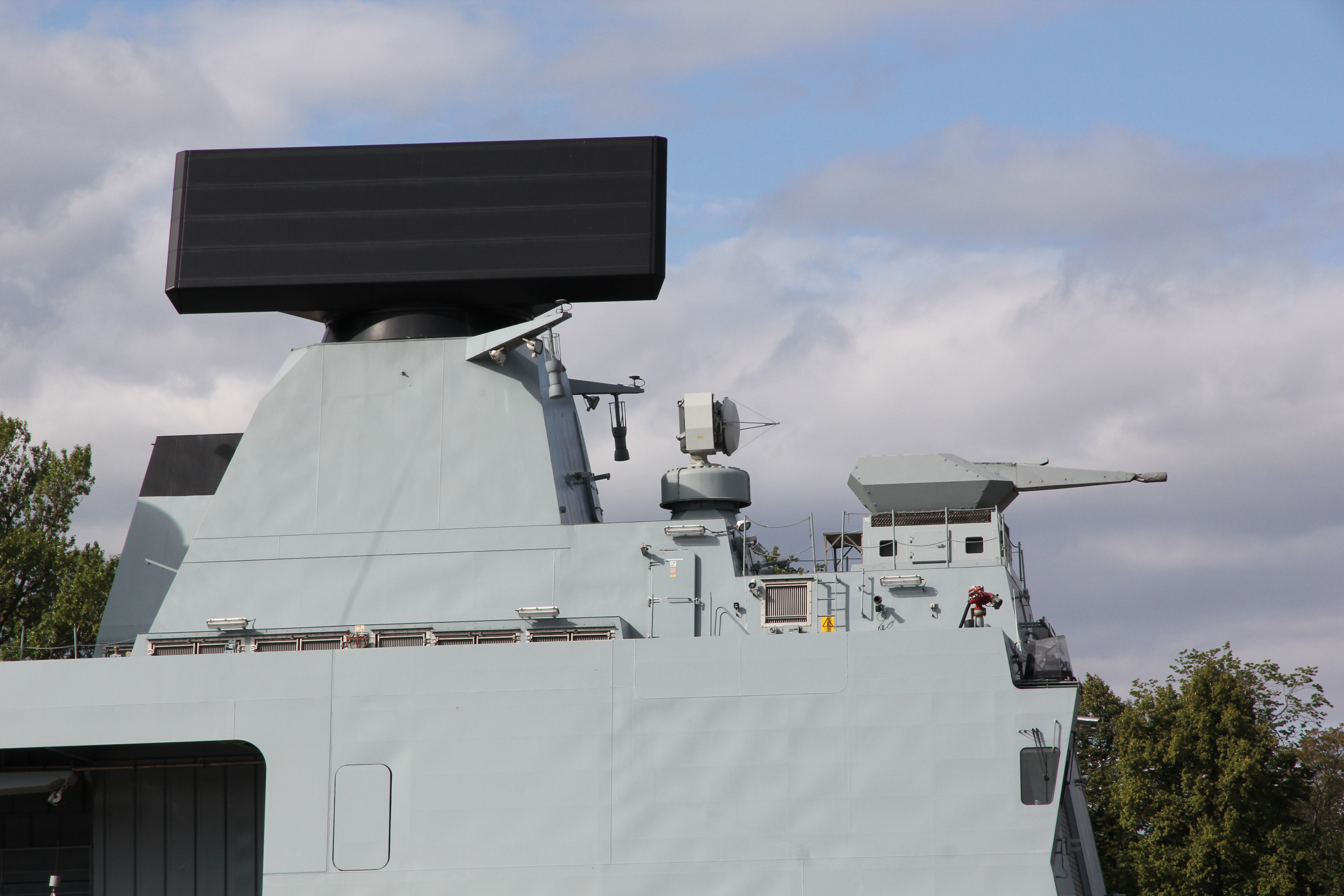
SMART-L aangedreven door elektromotoren

Het bedrijf begon in 1919 als een reparatiebedrijf van gelijkstroommotoren en transformeerde gedurende zijn bestaan in een ontwerper en fabrikant van speciale elektromotoren. Deze elektromotoren worden ontworpen en gebouwd voor de aandrijving van allerlei apparaten, waaronder pompen, compressoren, lieren, boegschroeven en radarsystemen, zoals de SMART-L. De levering van elektromotoren aan boord van marineschepen neemt door de geschiedenis van het bedrijf heen een steeds belangrijker plaats in. De eerste door Combimac ontwikkelde en gebouwde schokbestendige a-magnetische gelijkstroommotoren stammen uit begin jaren '50 en waren bestemd voor gebruik aan boord van de Dokkum klasse mijnenjagers. Gelijkstroommotoren zijn tegenwoordig vervangen door draaistroommotoren aan boord van mijnenjagers en mijnenvegers. Tegenwoordig worden een tweetal types a-magnetische elektromotoren gebouwd. Laag-magnetische- en laag-magnetische strooiveld gecompenseerde elektromotoren. Laatstgenoemde type compenseren de uitgestraalde magneetvelden hetgeen resulteert in een elektromotor met een zeer geringe magnetische en geluidssignatuur, zodat zeemijnen niet worden geactiveerd. De ontwikkeling van schokvaste en geluidsarme elektromotoren begon bij het ontwerp en fabricage van elektromotoren ten behoeve van de Dolfijnklasse-onderzeeërs in de jaren '60.

#### Tanks

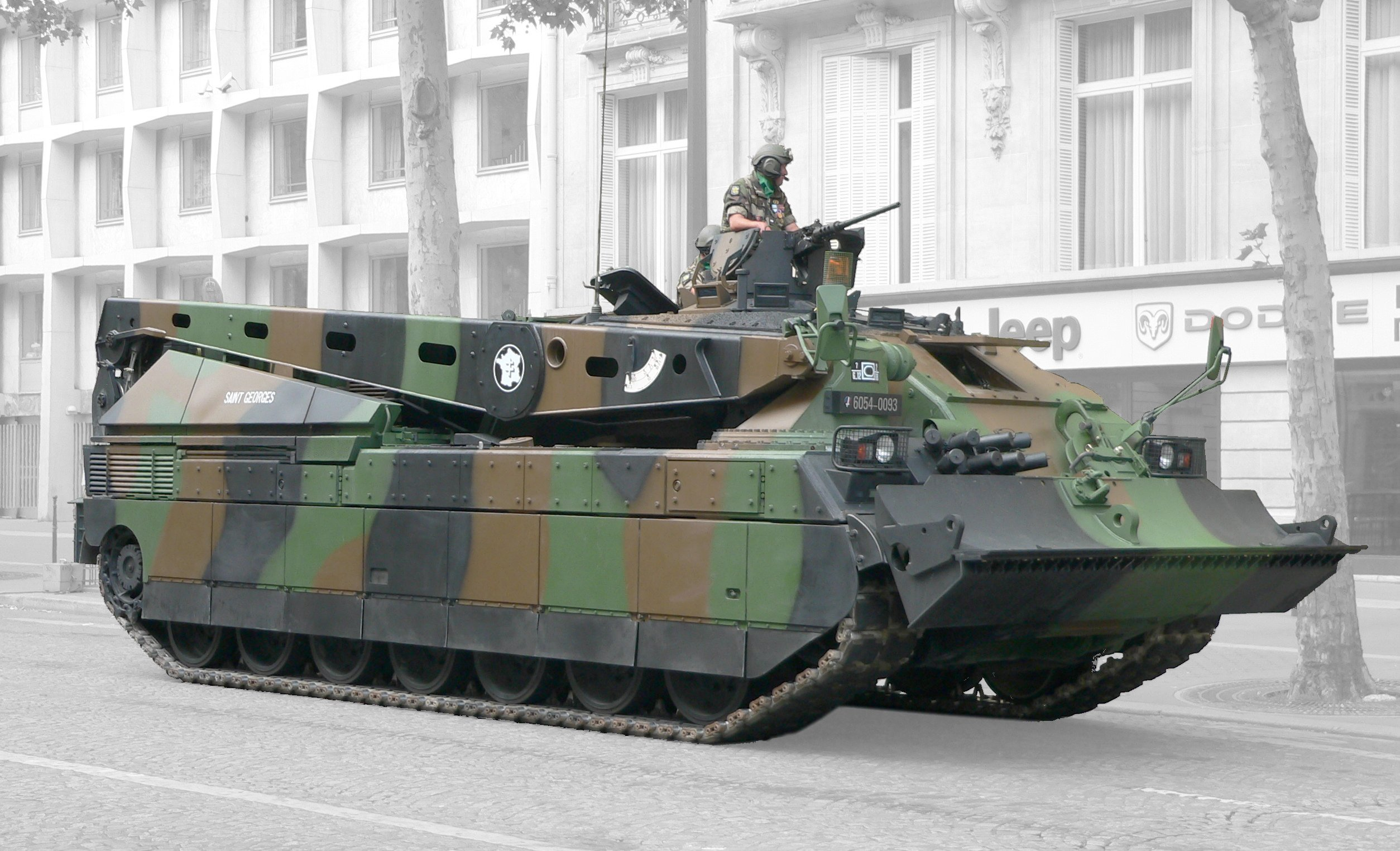
Lecrec bergingstank

Eind jaren 70 van de vorige eeuw werden er contacten gelegd met de firma AEG te Hamburg en Essen. Dit bedrijf was toeleverancier van het Duitse bedrijf Krauss-Maffei AG (tegenwoordig: Krauss-Maffei Wegmann) ten behoeve van de Leopard 2 tanks. Door de aanschaf van deze tanks door het Nederlandse leger ontstonden er Duitse compensatieverplichtingen middels industriële participatie bij verschillende Nederlandse bedrijven. Combimac werd co-producent voor de firma AEG en leverde gedurende de jaren '80 diverse elektromotoren voor specifieke aandrijffuncties. In diezelfde periode werden er NBC-ventilatoren ontwikkeld voor de firma Éstablissements Neu (tegenwoordig: Howden) te Lille (Rijsel) aan boord van de Franse AMX30 tanks. Aan het begin van deze eeuw werden er directe contacten gelegd met de Franse firma GIAT (tegenwoordig: Nexter) de ontwikkelaar van de Leclerc tank en werd een tweetal ventilatoren ontwikkeld ten behoeve van het NBC (Nucleair, Bacteriologisch en Chemisch)-luchtreinigingssysteem. In 2015 fuseerden de firma Kraus-Maffei Wegmann en Nexter.

#### Luxe jachten

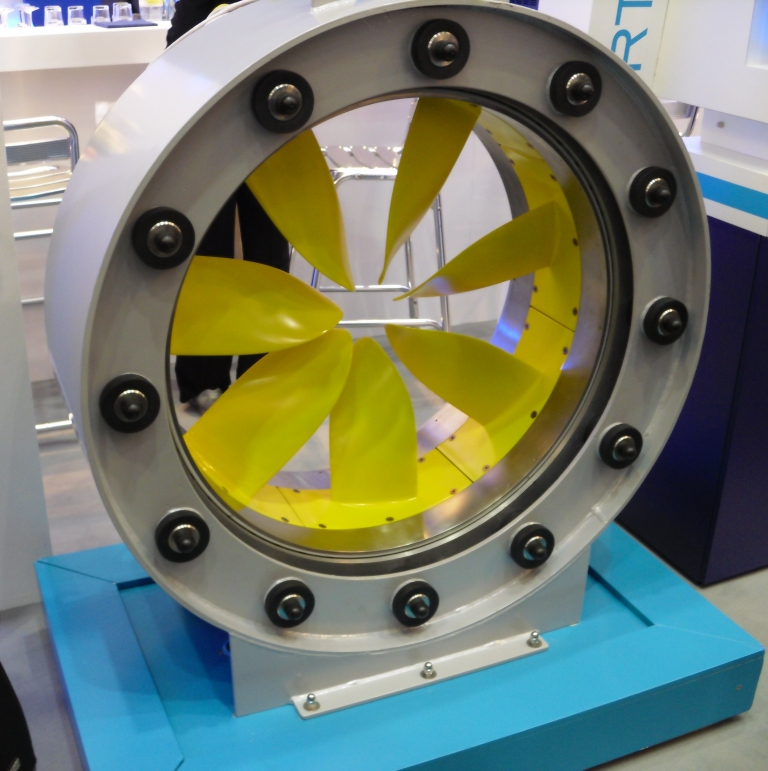
Asloze boegschroef

In 2005 startte men de ontwikkeling van asloze boegschroef elektromotoren of zogenaamde "rim drive thruster motors". Deze revolutionaire compacte boegschroef werd ontwikkeld door twee onafhankelijke consortia: aan de ene kant Rolls-Royce met Smartmotor uit Trondheim en aan de andere kant Van der Velden® Marine Systems met Combimac. De elektromotor is een ringvormige permanent magneet onderwatermotor. De stator en rotor vormen de tunnel en op de rotor zijn de propellerbladen gemonteerd. Het verplaatste water kan ongehinderd door de boegschroef stromen omdat de haakse tandwielkast vervalt. Deze factoren resulteren in een hoog rendement en een gering geluids- en trillingspatroon, daar er geen cavitatie optreedt door de geringe tipsnelheid van de propellerbladen. Het prototype is succesvol getest bij het MARIN (Maritime Research Institute Netherlands). Het gepatenteerde boegschroef-ontwerp behaalde een tweetal innovatie design prijzen.. De permanent magneet motor technologie is ook gebruikt voor de ontwikkeling van motor/generators voor toepassing in hybrid drive systemen aan boord van jachten.

### Centrifugaal ventilatoren
De oorspronkelijke centrifugaal-ventilator ontwerpen werden aangekocht van de firma HSM (Heinke-Schuitema-Musselkanaal) te Musselkanaal in het jaar 1936. Door de geschiedenis heen is het assortiment van centrifugaal ventilatoren uitgebreid, zoals met ATEX ventilatoren voor gebruik in explosiegevaarlijke omgevingen. ATEX centrifugaal ventilatoren zijn in overeenstemming met Europese ATEX-richtlijn 2014/34/EU (voorheen richtlijn 94/9/EG). ATEX ventilatoren worden vaak gebruikt in de biogas-industrie om een juiste voordruk aan de verbrandingsmotoren toe te leveren en worden voornamelijk gebruikt in Zone 1 en 2.

ATEX-logo

### Dompelpompen
De fabricage van dompelpompen werd in de jaren 1960 geïntroduceerd. Deze werden voornamelijk toegepast in rioolwaterzuiveringsinstallaties en voor bouwplaatsen waar overtollig water vermengd met zand moest worden weggepompt. De fabricage van pompen werd omstreeks 1990 beëindigd, doordat de vraag naar dit type dompelpompen door de jaren heen dalende was.

## Gebruikers

#### Mijnenjager en mijnenvegers

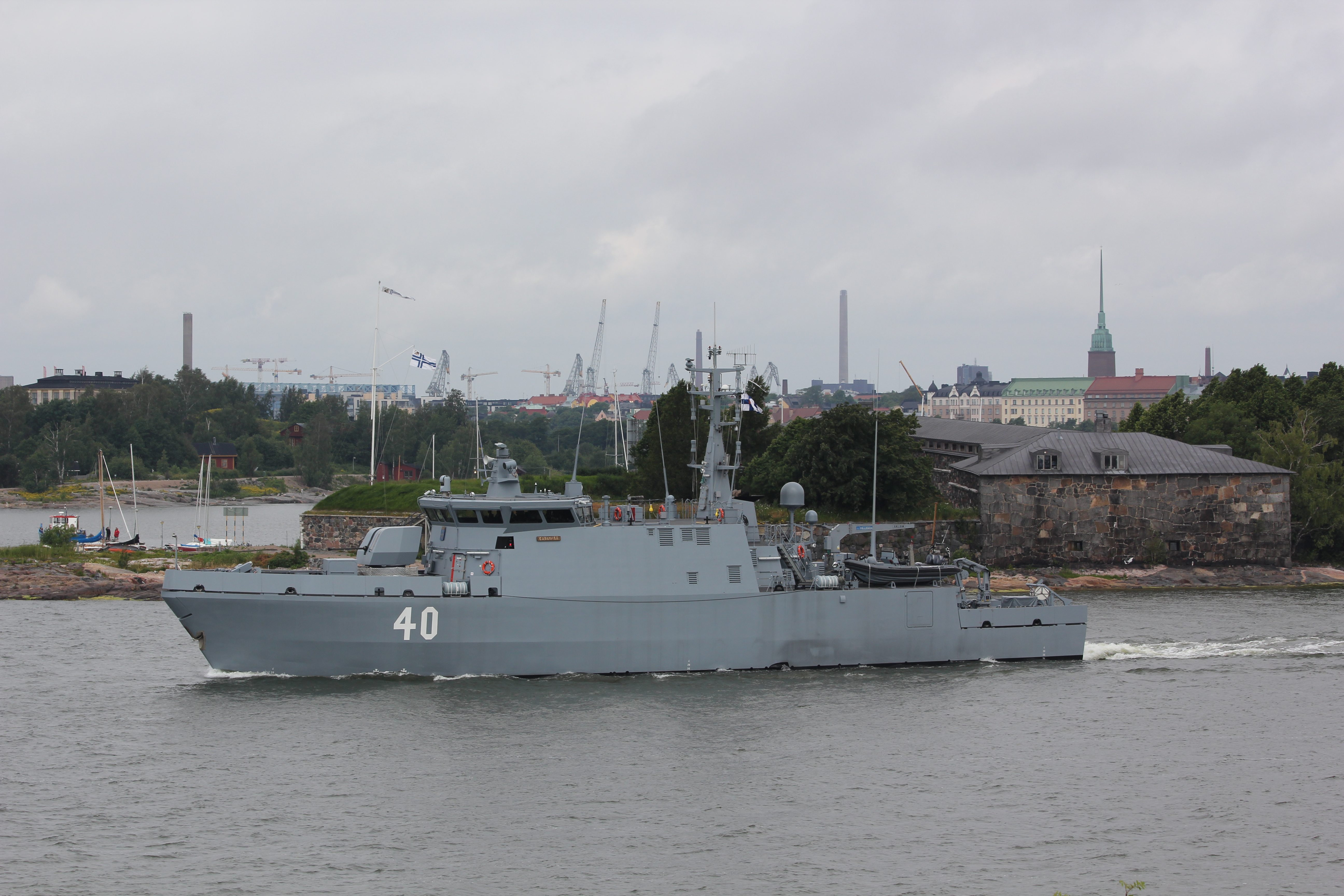
Mijnenjager

- Dokkum klasse mijnenjagers
- Tripartite klasse mijnenjagers
- Lerici klasse mijnenjager
- Oksøy klasse mijnenjager
- Sandown klasse mijnenjager
- Huon klasse mijnenjager
- Kormoran 2 klasse mijnenjager
- Katanpää klasse mijnenjager
- Styrsö klasse mijnenjager
- Segura klasse mijnenjager

#### Onderzeeërs

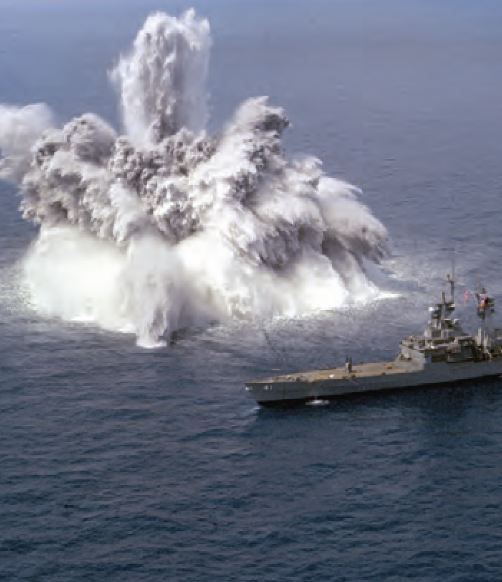
Schoktest op een marineschip

- Dolfijn klasse onderzeeër
- Walrus klasse onderzeeër
- Swiftsure klasse onderzeeër
- Trafalgar klasse onderzeeër
- Vanguard klasse onderzeeër
- Astute klasse onderzeeër
- Barracuda klasse onderzeeër
- S-80 klasse onderzeeër
- Type 209 onderzeeër
- Type 214 onderzeeër